# Județul Romanați (interbelic)
Județul Romanați a fost o unitate administrativă de ordinul întâi din Regatul României, aflată în regiunea istorică Oltenia. Reședința județului era orașul Caracal.

## Întindere

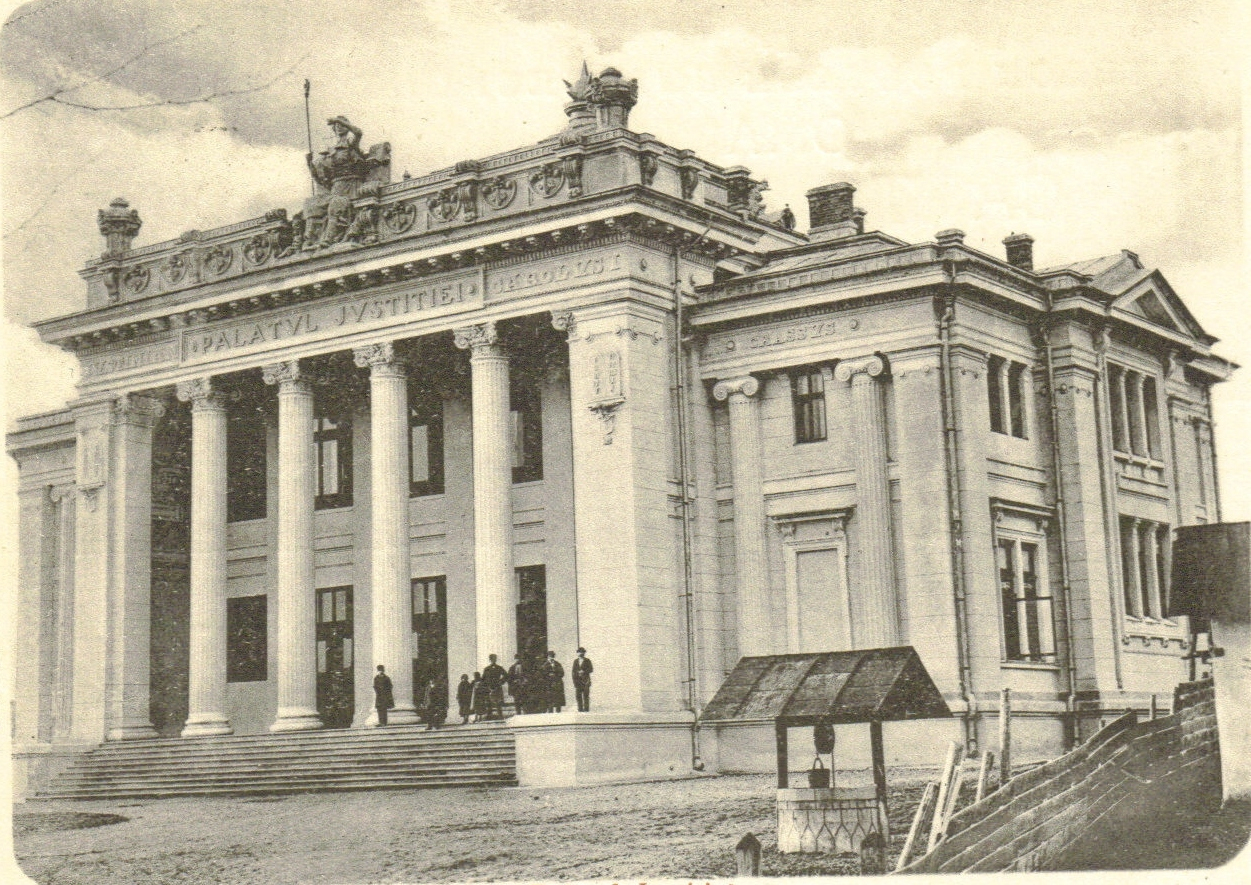
Clădirea Tribunalului județului Romanați din perioada interbelică. Clădirea-monument istoric, cunoscută ca Palatul de Justiție din Caracal, a fost construită în anul 1897 și este situată pe Str. Iancu Jianu nr. 37. În prezent, aici funcționează Judecătoria Caracal.

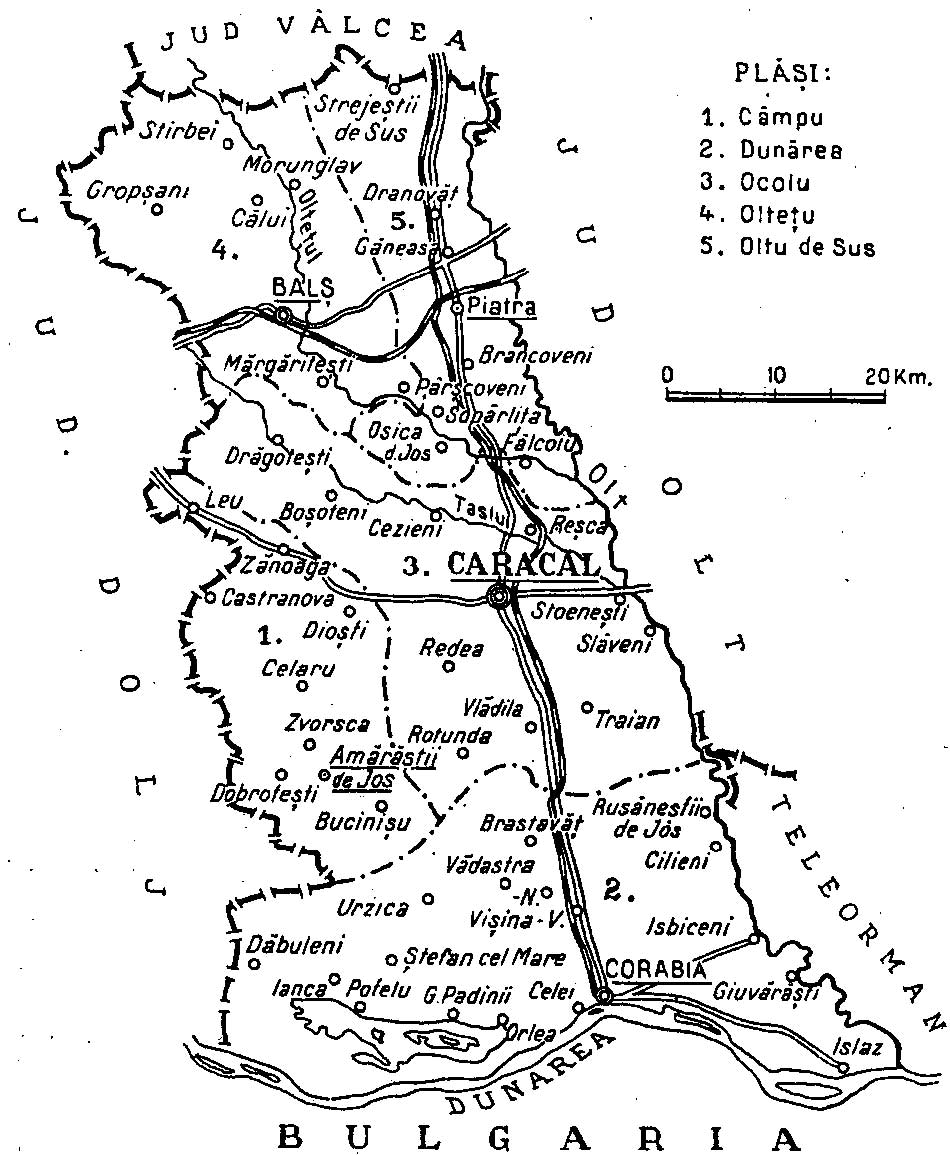
Harta județului, cu dispunerea și denumirea plășilor, în anul 1938.

Județul se afla în partea sud-vestică a României Mari, în sud-estul regiunii Oltenia. Județul se învecina la vest cu județul Dolj, la nord cu județul Vâlcea, la est cu județele Olt și Teleorman, iar la sud cu Bulgaria. Cuprindea partea de sud-est a actualului județ Dolj, partea central-sudică a actualului județ Olt și o mică parte din sud-vestul județului Teleorman de astăzi (comuna Islaz). Județul a fost desființat odată cu reforma administrativă din 6 septembrie 1950.

## Organizare
Teritoriul județului era împărțit inițial în trei plăși:
1. Plasa Dunărea,
2. Plasa Ocolul și
3. Plasa Oltul de Sus.

Ulterior, au fost create încă două plăși:
1. Plasa Oltețu și
2. Plasa Câmpu.

## Populație
Conform datelor recensământului din 1930 populația județului era de 271.096 de locuitori, dintre care 98,4% români, 1,1% romi ș.a. Sub aspect confesional populația județului era alcătuită din 99,6% ortodocși, 0,1% romano-catolici ș.a.

### Mediul urban
Era alcatuit din trei comune urbane: Caracal - reședinta judetului, Corabia - port la Dunăre și Balș.
În anul 1930 populația urbană a județului era de 29.308 locuitori, dintre care 94,2% români, 2,9% romi, 0,5% maghiari, 0,5% evrei, 0,4% greci, 0,3% germani ș.a. Din punct de vedere confesional orășenimea era formată din 97,8% ortodocși, 0,8% romano-catolici, 0,6% mozaici, 0,2% greco-catolici, 0,2% lutherani, 0,2% calvini ș.a.